# Хубулури, Тенгиз Караманович
Тенгиз Караманович Хубулури (груз. თემურ ყარამანის ძე ხუბულური  24 мая 1955, село Скра, Шида-Картли, Грузинская ССР, СССР) — заслуженный мастер спорта СССР по дзюдо (1978), серебряный призёр Олимпийских игр, двукратный чемпион мира, неоднократный победитель и призёр чемпионатов Европы, неоднократный победитель и призёр чемпионатов СССР по дзюдо.

## Биография
Впервые добился успеха на международной арене в 1974 году, выиграв бронзовую медаль на чемпионате мира среди юниоров в Рио-де-Жанейро, и в том же году занял второе место на чемпионате мира среди студентов в Брюсселе. В 1975 году стал вторым на международном турнире в Тбилиси среди взрослых и чемпионом Европы среди юниоров в Турку. В 1976 году стал чемпионом турнира Dutch Open, стал чемпионом Европы в личном первенстве в Киеве и победил на тбилисском турнире. В 1979 году снова стал первым на международном турнире в Тбилиси в абсолютной категории и третьим в категории до 95 килограммов, стал чемпионом Европы в командном зачёте, выиграл турнир Dutch Open и остался третьим на турнире Tournoi de Paris. После выигрыша Спартакиады народов СССР, отправился на чемпионат мира в Париж, где стал чемпионом мира. Кроме того, выиграл чемпионат СССР 1979 года в абсолютной категории.
В 1980 году до Олимпиады завоевал второе место на чемпионате дружественных армий и второе место на чемпионате СССР.
Выступал на Летних Олимпийских играх 1980 года в Москве, боролся в категории до 95 килограммов. В его категории боролись 23 спортсмена, разделённые на две группы. Соревнования велись по версии системы с выбыванием после двух поражений.
В этой системе в первом круге например: борец «А» выигрывает у борца «Б», а борец «В» у борца «Г». Во втором круге встречаются выигравшие «А» и «В», при этом «А» выигрывает схватку. В этом случае «Г» (как проигравший проигравшему) выбывает из турнира, а «Б» (как проигравший выигравшему) встречается с «В» в так называемой утешительной схватке и проигравший её также выбывает из турнира. Если борец «А» продолжает выигрывать схватки, то за ним продвигается к финальной стадии и «Б», выигрывая в утешительных схватках проигравших борцу «А». Если «А» проигрывает, то и «Б» выбывает из турнира. Если «А» выходит в финал, то «Б» будет участвовать в схватке за третье место с проигравшим борцу «А» в полуфинале. Таким образом, исключается возможность того, что в первых схватках выбывали сильные борцы.
В категории была немалая конкуренция: на первое место претендовали сразу четыре участника: Роберт Ван де Валле (Бельгия), Жан-Люк Руже (Франция), Дитмар Лоренц (ГДР) и Тенгиз Хубулури. В 1/16 турнира советский борец выиграл у Дариуша Новаковски (Польша), в 1/8 у Даниэля Раду (Румыния), в 1/4 победил одного из фаворитов Дитмара Лоренца и в полуфинале победил Хосе Торнеса (Куба).
В финале игр Тенгиз Хубулури встретился с Робертом ван де Валле. Схватка была весьма напряжённой и бельгийский борец выиграл у Хубулури только кока, полученную вследствие замечания сидо советскому борцу за выход за пределы татами.
После олимпийских игр борец становится серебряным призёром чемпионата Европы (1981), чемпионом СССР (1982), выигрывает два международных турнира (Потсдам 1981, Варшава 1982). На чемпионате Европы 1982 года в Ростоке остался только пятым.